# Shane Orio
Shane Moody-Orio (ur. 7 sierpnia 1980 w Belize City) – belizeński piłkarz występujący na pozycji bramkarza, obecnie zawodnik honduraskiego Marathónu.